# Barbora Bobuľová
Barbora Bobuľová (* 29. duben 1974, Martin) je slovenská filmová herečka, žijící v Itálii. V České republice je známa především rolí princezny Pavlínky v pohádce Nesmrtelná teta z roku 1993.

## Život
Narodila se v Martině. Je absolventkou Vysoké školy múzických umění v Bratislavě. V roce 1986 debutovala na televizní obrazovce ve filmové inscenaci Lov na otce režiséra Romana Poláka. O dva roky později se představila ve filmu Vlakári, který režíroval Juraj Lihosit. V roce 1993 účinkovala v psychologickém dramatu Tanec lásky a smrti v režii Martina Kákoše. V následujícím roce hrála v televizní adaptaci povídky Černý mnich spisovatele Antona Pavloviče Čechova.
V roce 1995 se přestěhovala do Itálie. O rok později se objevila v prvním italském filmu  Infiltrato, který režíroval Claudio Sestieri. V roce 1997 účinkovala v italské filmové dramatu Il principe di Homburg. Film byl uveden v soutěžní sekci filmového festivalu v Cannes. V roce 2001 hrála ve filmu Láska a válka na motivy knižní předlohy britského spisovatele Erica Newbyho.
V roce 2005 se představila v hlavní roli filmu Cuore sacro, za kterou dostala cenu David di Donatello a ocenění Nastro d'Argento od Národního svazu italských filmových novinářů. Následovala drama Anche libero va bene. V roce 2008 se objevila v životopisném filmu Coco Chanel. O dva roky později účinkovala v komedii La bellezza del somaro. V roce 2011 si zahrála ve dvou částech dramatu Come un delfino.